# Ipomoea ophiodes
Ipomoea ophiodes är en vindeväxtart som beskrevs av Standley och Steyerm. Ipomoea ophiodes ingår i släktet praktvindor, och familjen vindeväxter. Inga underarter finns listade i Catalogue of Life.